# ERENET
ERENET - Közép-európai Vállalkozáskutatással és Oktatással foglalkozó Egyetemek Hálózatának. Az angol EntREpreneuship NETwork – vállalkozói hálózat akronímja. 
Nyitott partnerségen alapuló kutatói és oktatói hálózat.

## A megalakulás körülményei
2004 április 1-2-án Genfben Az ENSZ Európai Gazdasági Bizottsága (UNECE) által megrendezett „Kis- és Közép-vállalkozások Jó Kormányzati Gyakorlata” műhelymunkán Szirmai Péter egyetemi docens, a Budapest Corvinus Egyetem Kisvállalkozás-fejlesztési Intézet igazgatója javasolta, hogy hozzanak létre egy, a közép- és kelet-európai egyetemek és főiskolák közötti együttműködéssel foglalkozó hálózatot, amelynek célja a térség vállalkozói kultúrájának és folyamatának kutatása, az egyes egyetemeken folyó vállalkozásoktatási programok fejlesztése, amennyiben lehetséges összehangolása és a legjobb gyakorlatok egymás részére történő bemutatása.
Műhelymunka után Szabó Antal, az ENSZ Európai Gazdasági Bizottság vállalkozáspolitikai és KKV-fejlesztési regionális tanácsosa néhány közép-európai ország gazdasági és vállalkozásoktatással foglalkozó egyetemére kiküldött körlevélre kapott pozitív válasz alapján indult meg a Közép-európai Vállalkozáskutatással és Oktatással foglalkozó Egyetemek Hálózatának – az ERENET-nek – a szervezése.
2005. április 22-én a Budapesti Corvinus Egyetemen rendezett Vállalkozás Szakértői Értekezleten hat ország 12 egyetem képviselőinek és az ENSZ EGB regionális tanácsos részvételével aláírták az ERENET Hálózat alapításának deklarációját.
A Hálózatnak jelenleg 41 országból több mint 170 tagja van. Az ERENET Hálózatot, mint páneurópai szervezetet felvette tagjai közé a brüsszeli székhelyű Európai Kisvállalati Szövetség (European Small Business Alliance).

## Jogi státusz
Az ERENET lényege egy kutatási és fejlesztési partneri kapcsolat létrehozása, amely nyitott hálózatként működik az együttműködő intézmények képviselői között. Az ERENET-nek nincs alapító okirata nemzetközi szerződés formájában. Nemzetközi jogi gyakorlat szerint ez egy nemzetközi nem-kormányzati szervezet nonprofit működéssel. A Tagok szuverén döntéseik alapján specifikus projektekben vesznek részt, egymás rendezvényeit támogatják, és hozzájárulnak a közös szellemi tőke gyarapításához a vállalkozás-fejlesztés, ezen belül kiemelten a KKV-k fejlesztése és oktatása terén.
	A nemzetközi szervezet folyamatos működését és koordinálást a magyar tagszervezet vállalja. A magyar vállalkozáskutató és –oktató hálózat gesztora a budapesti Corvinus Egyetem Budapest Kisvállalkozás-fejlesztési Intézete. Itt működik az Állandó Titkárság. 2009-ben a hálózat délkelet-európai titkársága a belgrádi Institute for Economic Sciences - Közgazdasági Tudományok Intézete lett. Az ERENET plenáris szervezet az Éves Közgyűlés, amelyben valamennyi tagunk jogosult részt venni. Az ERENET-nek fennállása óta öt közgyűlése volt. A legutolsót hazánk EU-s elnökségének ideje alatt, 2011 május 20-án rendezték. Hálózatnak van egy szűkebb tanácsa is folyóiratuk - az 'ERENET PROFILE' - nemzetközi szerkesztő biztosság tagjaiból.

## Az ERENET célja, fő tevékenységi köre
- Közép- és kelet-európai 'vállalkozásoktató és -kutató nemzetközi hálózat létrehozása és együttműködésük szervezeti kereteink megteremtése a közös kelet-európai értékrend kialakítása és erősítése céljából.
- Rendszeres és folyamatos'információcsere keretében tájékoztatják egymást tananyagaikról és kutatásaikról.
- 'Egyetemi oktatási programok közös kidolgozása, egyetemi oktatók cseréje, később diákcsere megteremtése.
- Vállalkozásoktatás jó gyakorlatainak összegyűjtése és közkinccsé tétele.[3]
- Vállalkozásfejlesztési és KKV politikák terén tanácsadás Közép- és Keleteurópában, Délkelet-Európában és a Fekete-tengeri Gazdasági Együttműködési Szervezet - BSEC - országaiban.[4]
- Közös kutatási projektek kidolgozása és indítása.[5][6]
- Műhelymunkákat, szemináriumokat, konferenciákat szerveznek' vállalkozásfejlesztési és KKV-vonatkozású területeken.
- ERENET PROFILE néven Internet alapú rendszeres publikációs fórumot' hoznak létre kutatási eredményeik cseréjére, dokumentálására és közzétételére nemzetközi szerkesztő bizottság irányításával.[7]

## Külső kapcsolat
- Hivatalos Honlap
- Német wikipedia honlap
- Lengyel wikipedia honlap
- ERENET in Hungarian Archiválva 2012. március 26-i dátummal a Wayback Machine-ben